# Vladimir Kara-Murza
Vladimir Vladimirovich Kara-Murza (sinh ngày 7 tháng 9 năm 1981) là một chính trị gia, nhà báo, tác giả và nhà làm phim của Nga.) Là một người được Boris Nemtsov đỡ đầu, ông là Phó Chủ tịch của Open Russia, một tổ chức phi chính phủ được thành lập bởi doanh nhân Nga Mikhail Khodorkovsky, mà cổ võ cho xã hội dân sự và dân chủ ở Nga. Ông được bầu vào Hội đồng điều phối của phe đối lập Nga năm 2012, và từng là lãnh đạo của Đảng Tự do Nhân dân từ năm 2015 đến 2016. Ông đã đạo diễn hai bộ phim tài liệu, họ chọn Freedom và Nemtsov. Tính đến năm 2021, ông đóng vai trò là thành viên cao cấp của Trung tâm Nhân quyền Raoul Wallenberg. Ông được trao giải thưởng Civil Courage Prize vào năm 2018.
Vào tháng 4 năm 2022, Kara-Murza đã bị bắt vì tội không tuân theo các lệnh của cảnh sát; Sau đó, vụ bắt giữ của ông ta đã bị gia hạn sau khi cáo buộc mới "làm mất uy tín", quân đội đã được đưa ra, và vào tháng 10, lại có cáo buộc mới với tội phản quốc chống lại anh ta.

## Thuở nhỏ và học vấn
Vladimir Vladimirovich Kara-Murza được sinh ra tại Moskva vào ngày 7 tháng 9 năm 1981. Ông là con trai của nhà báo Nga và người dẫn chương trình truyền hình Vladimir Alexeyevich Kara-Murza (1959-2019), một người chỉ trích mạnh mẽ Leonid Brezhnev và một người ủng hộ cải cách dưới thời Boris Yeltsin. Cha của ông là một cháu chít của nhà cách mạng Latvia Voldemārs Bisenieks (1884-1938), và cháu chít của Đại sứ đầu tiên của Latvia tại Vương quốc Anh, Cả hai đều bị hành quyết bởi NKVD.
Ông có bà con với Serge Kara-Murza (sinh năm 1939), một nhà sử học, nhà hóa học và nhà triết học của Liên Xô/Nga. Họ là thành viên của gia đình Kara-Murza, hậu duệ của một quý tộc Tatar, người định cư ở Moscow và chuyển đổi sang Kitô giáo vào thế kỷ 15 sau Công nguyên.
Kara-Murza có bằng BA và bằng MA về lịch sử tại Đại học Cambridge. Với vợ, Yevgenia, ông ta có ba đứa con.

## Làm việc như một nhà báo, nhà sản xuất phim và tác giả
Kara-Murza đã làm báo từ tuổi 16. Ông làm phóng viên London cho một loạt các phương tiện truyền thông Nga: Báo Novye Izvestia (1997–2000), Kommersant (Tháng 9 năm 2001 đến tháng 6 năm 2003) và đài phát thanh Ekho Moskvy (từ tháng 9 2001 tới tháng 6 2003). Kara-Murza sau đó trở thành phóng viên đối ngoại của Komersant (tháng 7 năm 2003 đến tháng 4 năm 2004) và phóng viên ở Washington cho BBC (tháng 12 năm 2004 đến tháng 12 năm 2005). < ref name=link>"Vladimir Kara-Murza". LinkedIn. Truy cập ngày 23 tháng 10 năm 2021.</ref> Năm 2002, ông là tổng biên tập của ấn phẩm tài chính Russian Investment Review có trụ sở tại London. Vào tháng 4 năm 2004, ông đảm nhiệm chức vụ biên tập trưởng văn phòng Washington của Mạng lưới Truyền hình RTVI, một chức vụ mà ông đã giữ trong chín năm tiếp theo. Vào ngày 1 tháng 9 năm 2012, ông ta đã bị sa thải khỏi công việc này.